# Semir Štilić
Semir Štilić (Banovići, 8 ottobre 1987) è un ex calciatore bosniaco, di ruolo centrocampista.

## Palmarès

### Club

#### Competizioni nazionali
- Coppa di Polonia: 1

Lech Poznań: 2008-2009
- Campionato polacco: 1

Lech Poznań: 2009-2010
- Supercoppa di Polonia: 1

Lech Poznań: 2010